# 道の駅そらっと牧之原
道の駅そらっと牧之原（みちのえき そらっとまきのはら）は、静岡県牧之原市にある静岡県道79号吉田大東線の道の駅である。

## 概要
静岡県としては2019年（令和元年）12月14日に開駅した道の駅伊豆月ケ瀬以来26番目の道の駅で、牧之原市としては初の道の駅となる。
敷地面積は約6,700 m2。

## 歴史
- 2024年（令和6年）
  - 4月4日 - 名称決定[5]。
  - 6月30日 - 建築工事の起工式が執り行われる[4]。
- 2025年（令和7年）
  - 1月31日 - 国土交通省より道の駅第62回登録において、「道の駅そらっと牧之原」として登録[1]。
  - 7月17日 - 報道機関向けの内覧会とプレオープン[2]。
  - 7月18日 - 開駅[1][2][6]。

## 施設
- 駐車場 59台
- トイレ 19器
- ファミリートイレ
- 情報提供施設
- 休憩施設
- ベビーコーナー
- 非常用電源
- 備蓄倉庫
- 貯水槽
- 公衆無線LAN
- 物販施設
- 飲食施設
- 広場
- サイクルラック
- EV充電施設

## アクセス
- 静岡県道79号吉田大東線 - 登録路線
  - 静岡県道73号細江金谷線重複

## 周辺
- 静岡空港